# Кондратович, Иероним Иванович
Иероним Иванович Кондратович (23 сентября 1846, Сандомир  — 21 мая 1923, Домброва-Гурнича, Польша) — горный инженер, депутат Государственной думы I созыва от Петроковской губернии.

## Биография
В 1863 году выпускник Радомской гимназии, в 1867 окончил естественный факультет Высшей школы в Варшаве, получив звание магистра естественных наук. В 1871 окончил Горный институт в Санкт-Петербурге. Горный инженер и геолог. Вплоть до 1887 работал в шахтах Донецкого угольного бассейна. В 1887—1899 годах окружной инженер 1-го горного округа Царства Польского, в который входил и Домбровский угольный бассейн. Был посредником при разрешении трудовых споров между владельцами шахт и шахтёрами. В 1889—1906 годах профессор горного искусства Домбровского горного училища. В 1899 году, выйдя в отставку с должности окружного инженера,  стал директором горнопромышленного общества «Сатурн». Был членом национально-демократической партии.
24 апреля 1906 избран в Государственную думу I созыва от общего состава выборщиков Петроковского губернского избирательного собрания. Вошёл в состав Польского коло. Состоял в думской комиссии для разбора корреспонденции. Активного участия в работе Думы не принимал. Поставил свою подпись под заявлением 27 членов Государственной Думы, поляков,  об отношении Царства Польского к Российской империи по прошлому законодательству и по Основным государственным законам 23 апреля 1906 года.
В июле 1907 года после роспуска 1-й Думы вернулся в Польшу и продолжил руководство обществом «Сатурн». С 1911 председатель Варшавского отделения Польского общества поддержки развития промышленности и торговли «Розвуй» («Развитие»). Занимал должность председателя Опекунского совета Горной школы в Домброве-Гурничей.

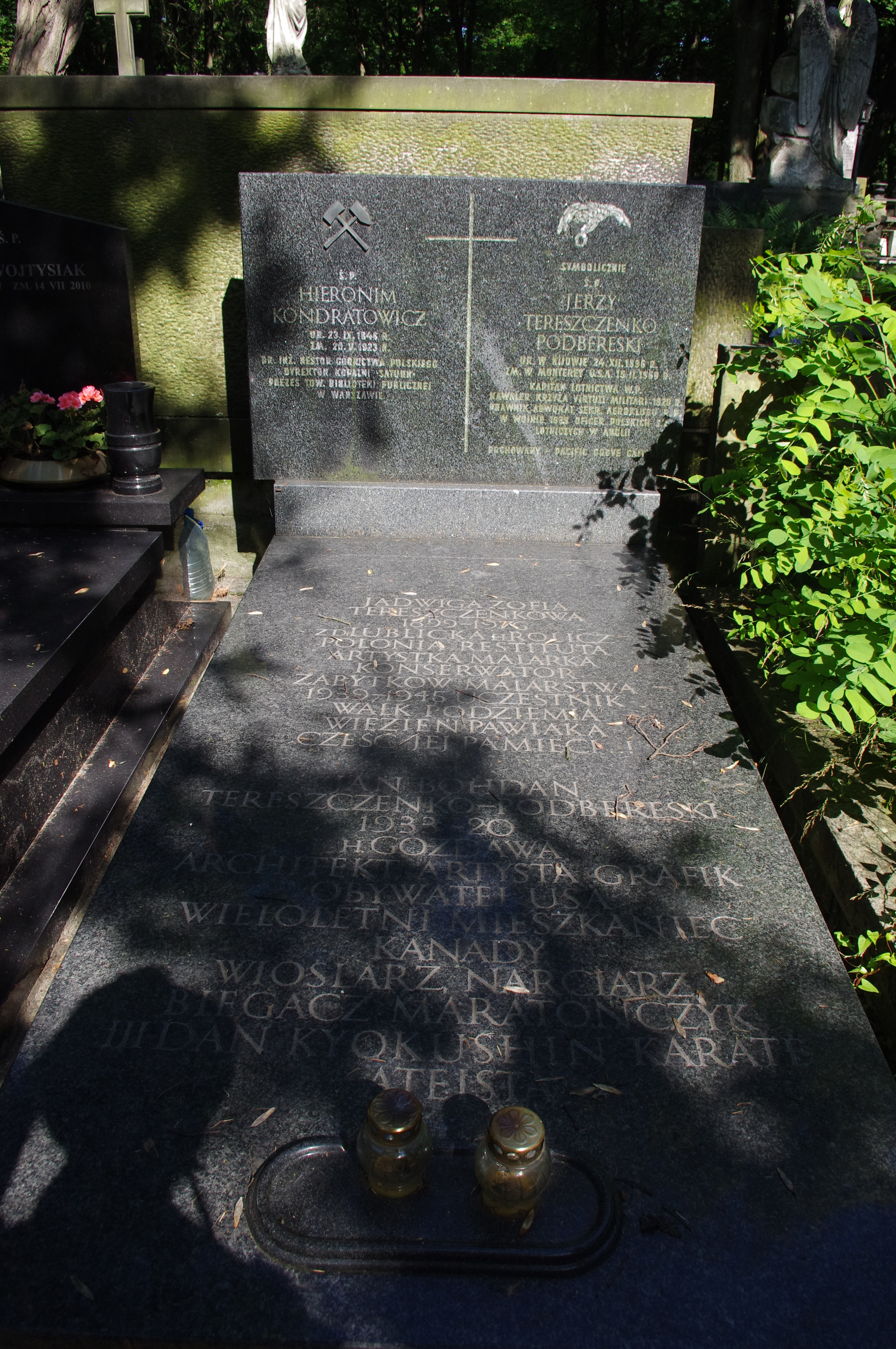
Могила И. И. Кондратовича на кладбище Старые Повонзки в Варшаве

Во время Первой мировой войны, в 1914—1918 годах, входил в руководство различных польских общественных организаций.
После провозглашения независимости Польши работал в горнометаллургическом департаменте Министерства промышленности и торговли. В 1923 году ему была присуждена ученая степень почётного доктора Краковской горной академии.
Умер в Домброве-Гурниче во время съезда выпускников горного училища. Похоронен в Варшавском некрополе Повонзки.

## Сочинения
- Горное искусство: В 2 томах. Варшава, 1898-1900.
- Hieronim Kondratowicz. Górnictwo, tom 1. (pełny tekst)
- Hieronim Kondratowicz. Górnictwo, tom 2. (pełny tekst)

### Рекомендуемые источники
- Brzoza Cz., Stepan K. Poslowie polscy w Parlamente Rosyjskim, 1906—1917: Slownik biograficzny. Warszawa, 2001.
- Владимир Афанасьев. Горные инженеры - поляки депутаты Государственной Думы // Rocznik Instytutu Polsko-Rosyjskiego Nr 2 (5) 2013

### Архивы
- Российский государственный исторический архив. Фонд 1278. Опись 1 (1-й созыв). Дело 46. Лист 11; Фонд 1327. Опись 1. 1905 год. Дело 143. Лист 174 оборот.